# La Raca
La Raca (en aragonés A Raca) es un pico de 2.278 metros de altura situado en la cordillera del Pirineo, entre el valle de Astún (exclave de Jaca) y Canfranc, en la provincia de Huesca.
Se encuentra al sur de la estación de esquí de Astún, contando con una pista.